# 勒維·通克斯
勒維·通克斯 （英語：Lewi Tonks；1897年—1971年）是美國的一位量子物理學家，他和馬文·吉拉朵共同發現通克斯-吉拉朵氣體。
通克斯一生的大多數時光都受雇於通用電器，研究微波和鐵磁性。他也曾和歐文·朗繆爾一起研究電漿物理，通克斯對球狀閃電、核融合、鎢絲燈泡、雷射等現象與科技特別感興趣。
通克斯主張真空科技應以對數標示壓力，取代學界以往以托來標示壓力的慣習。
通克斯以其高道德標準與對社會問題的關注而聞名。他曾數次為繳不出保釋金的人代繳保釋金。他不只為窮人提供了職涯諮詢，從通用電器退休後，他還自願到斯克內克塔迪人權委員會（Schenectady Human Rights Commission）當志工。他也曾參與越戰議題的相關活動。

## 死亡及專業論文
勒維·通克斯死於1971年，享壽74歲，死因為心臟病發作。身後留下妻子埃德那（Edna）與三名子女瑪莉·露（Mary Lew）、喬安（Joan）、布魯斯·通克斯（Bruce L. Tonks）。
通克斯所收集到的文件，包括個人信函和業務相關的信函、研究筆記、論文草稿和已完成的研究論文都在1930年代到1960年代間傳給了他的妻子。他死後不久，這些文件都被轉存到大學公園市美國物理聯合會的尼爾斯·波耳圖書館（Niels Bohr Library）。

## 外部連結
- https://web.archive.org/web/20041214062739/http://www.aip.org/history/esva/catalog/esva/Tonks_Lewi.html
- https://web.archive.org/web/20050217184515/http://www.aip.org/history/ead/aip_tonks/20030130.html